# Andreas Reckwitz

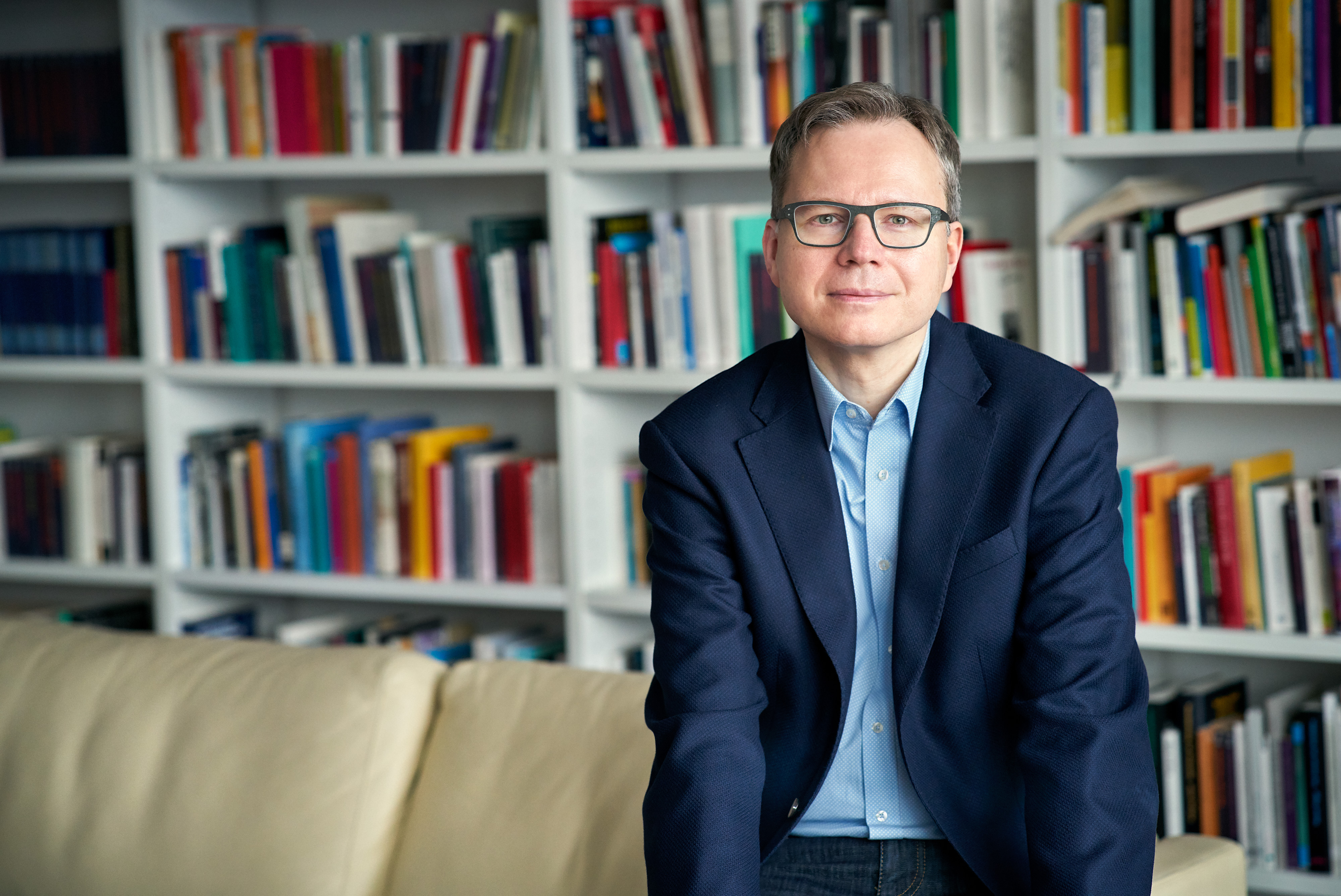
Andreas Reckwitz (2018)

Andreas Reckwitz (* 18. März 1970 in Witten) ist ein deutscher Soziologe und Kulturwissenschaftler. Er ist Professor für Allgemeine Soziologie und Kultursoziologie an der Humboldt-Universität zu Berlin. Reckwitz hat maßgeblich die Entwicklung der Praxeologie als umfassende Sozial- und Kulturtheorie vorangetrieben: Es ist eine Perspektive, die auch seine Arbeiten zur Subjektivierung, Kreativität, Singularisierung des Sozialen und zur Soziologie der Verluste grundiert. Er wird zu den einflussreichsten deutschsprachigen Soziologen der Gegenwart gezählt; seine Bücher erscheinen in 25 Sprachen.

## Wissenschaftlicher Werdegang
Nach dem Besuch des Gymnasiums in Dortmund und dem Abitur im Jahr 1989 studierte Andreas Reckwitz 1989 bis 1995 Soziologie, Politikwissenschaft und Philosophie an den Universitäten Bonn, Hamburg und Cambridge. Er war Stipendiat der Studienstiftung des deutschen Volkes. 1994 schloss er sein Master-Studium an der Universität in Cambridge unter der Betreuung von Anthony Giddens ab. 1999 wurde er an der Universität Hamburg mit der Dissertation Die Transformation der Kulturtheorien zum Dr. phil. promoviert. Dissertationsbetreuer war der Soziologe Max Miller. Von 2001 bis 2005 war er dort wissenschaftlicher Assistent am Institut für Soziologie; 2005 habilitierte sich Reckwitz an derselben Universität mit der Schrift Das hybride Subjekt. Eine Theorie der Subjektkulturen von der bürgerlichen Moderne zur Postmoderne.
2005 wurde Reckwitz auf die Professur für Allgemeine Soziologie und Kultursoziologie an die Universität Konstanz berufen, wo er bis 2010 tätig war. Von 2010 bis 2020 war er Professor für Kultursoziologie an der Europa-Universität Viadrina. 2010 und 2014 erhielt er Rufe auf Professuren an den Universitäten Mainz und Dresden. Seit 2020 ist er Professor für Allgemeine Soziologie und Kultursoziologie an der Humboldt-Universität zu Berlin. Gastprofessuren und Forschungsaufenthalte hatte Reckwitz unter anderem an Universitäten in Berkeley, London (LSE), Berlin (Freie Universität), Wien, Bielefeld, Heidelberg, St. Gallen, Witten/Herdecke, Köln, Zürich und Freiburg. 2011 bis 2019 war Reckwitz Mitglied des Beirats „Wissenschaft und Zeitgeschehen“ am Goethe-Institut. 2015 wurde er mit der „Opus magnum“-Förderung der Volkswagen-Stiftung ausgezeichnet.
Reckwitz veröffentlicht regelmäßig als Gastautor in überregionalen Tages- und Wochenzeitungen wie Die Zeit, Der Spiegel, Süddeutsche Zeitung und Frankfurter Allgemeine Zeitung.
Zur Theorie einer Gesellschaft der Singularitäten veröffentlichte Reckwitz einen Wissenschaftspodcast.

## Forschungsschwerpunkte

### Die Transformation der Kulturtheorien
In seinem 2000 veröffentlichten Buch, das aus Reckwitz’ Dissertation hervorgegangen ist, erläutert er die „Kulturtheorien“ als eine eigenständige Erklärungsform der soziologischen Theorie. Er geht von einer Unterscheidung zwischen vier Kulturbegriffen aus (normativ, holistisch, differenzierungstheoretisch, bedeutungsorientiert) und knüpft an den bedeutungsorientierten Kulturbegriff an. Er kontrastiert die Kulturtheorien mit utilitaristischen und normorientierten Handlungserklärungen: Kulturtheorien erklären Handeln über den Verweis auf Wissensordnungen. Reckwitz verfolgt im Detail einen phänomenologisch-interpretativen (Schütz, Goffman, Geertz, Taylor) und einen strukturalistischen Strang (Lévi-Strauss, Bourdieu) der Kulturtheorien in den Sozialwissenschaften. Der erste ist subjektivistisch, der zweite objektivistisch ausgerichtet. Er macht die „Praxistheorie“ oder Praxeologie als Synthese zwischen beiden aus, die zugleich den Mentalismus (Verortung von Kultur im Geist) und den Textualismus (Verortung von Kultur in Diskursen) hinter sich lässt.

### Das hybride Subjekt
In dem 2006 veröffentlichten Buch, das aus seiner Habilitationsschrift hervorgegangen ist, betreibt Reckwitz eine Historische Kultursoziologie der Subjektivierungsformen, die die Moderne seit dem 18. Jahrhundert prägen. Reckwitz geht es darum, übergreifende hegemoniale „Subjektkulturen“ auszumachen, welche sich in den drei Feldern der Arbeit, der persönlichen Beziehungen und der Technologien des Selbst finden. Es werden drei historisch aufeinander folgende Subjektkulturen herausgearbeitet: das bürgerliche Subjekt des 18. und 19. Jahrhunderts, das Angestelltensubjekt der industriellen Moderne und das postmoderne Subjekt (nach 1980). Alle drei erweisen sich als widersprüchlich und instabil (bürgerliches Subjekt: Moralität und autonome Selbstregierung; Angestelltensubjekt: Sozialorientierung und ästhetische Orientierung; postmodernes Subjekt: Kreativität und Unternehmertum). Reckwitz stellt die Bedeutung kulturell-ästhetischer Gegenbewegung für den Wandel der Subjektkulturen in der Moderne heraus und erläutert die Bewegungen der Romantik, der Avantgarden und der Counter Culture.

### Die Erfindung der Kreativität
In dem 2012 publizierten Buch geht es um die Frage, in welcher Weise Kreativität in der Spätmoderne zu einer einflussreichen gesellschaftlichen Erwartung werden konnte. Reckwitz geht von der Herausbildung eines Kreativitätsdispositivs aus, das um ein bestimmtes „soziales Regime des Neuen“, ein Regime des ästhetisch Neuen, herum gruppiert ist. Daneben ist für das Kreativitätsdispositiv eine Konstellation von Produzenten und Publikum charakteristisch, die das Neue definieren. Reckwitz arbeitet heraus, in welcher Weise das Feld der Kunst ein Vorbild für die Funktionsweise des Kreativitätsdispositivs darstellt. Die weitere Entwicklung des Kunstfeldes, der Wandel von Managementdiskursen und der creative industries, das massenmediale Starsystem, Entwicklungen in der Psychologie sowie der Wandel der Leitlinien in der Stadtentwicklung tragen alle zur Ausbildung des Kreativitätsdispositivs bei. Das Buch endet mit dem Herausarbeiten immanenter Spannungen der Erwartungskultur des Kreativen.

### Die Gesellschaft der Singularitäten
In dem 2017 veröffentlichten Buch Die Gesellschaft der Singularitäten geht es um eine Untersuchung der Strukturmerkmale spätmoderner Gesellschaft in den Bereichen Ökonomie, Arbeit, digitaler Technologien, Lebensstile/Klassen und Politik. Reckwitz sieht in der Spätmoderne primär eine „soziale Logik der Singularisierung“, das heißt ein Bewertungssystem, das Besonderheit und Einzigartigkeit auszeichnet, am Werk. Er macht dafür wirtschaftliche (postindustrieller, kultureller Kapitalismus), technologische (Digitalisierung als Kulturmaschine) und soziokulturelle (neue Mittelklasse als Leitmilieu) Ursachen aus. Die Singularisierung münde, so Reckwitz, in eine gesellschaftliche Polarisierung, also eine Abwertung des Nicht-Singulären. Konflikte um Aufwertung und Entwertung werden als charakteristisch für die Spätmoderne auf allen Ebenen herausgearbeitet (Winner-takes-all-Märkte, Aufmerksamkeitskonkurrenz, Entwertung der neuen Unterklasse und alten Mittelschicht, Opposition durch Populismus). Das Buch endet mit der Diagnose einer „Krise des Allgemeinen“.

### Das Ende der Illusionen
Eng an sein Buch Die Gesellschaft der Singularitäten knüpft Reckwitz 2019 mit seinem Werk Das Ende der Illusionen: Politik, Ökonomie und Kultur in der Spätmoderne an, das sich aus fünf Aufsätzen zusammensetzt. Darin arbeitet Reckwitz die Auswirkungen des Strukturwandels von der industriellen Moderne zur postindustriellen Gesellschaft der Singularitäten und deren mögliche Szenarien heraus. Die ersten drei Aufsätze behandeln die Rolle von Hyperkultur und Kulturessenzialismus in der spätmodernen Kultur, die Auflösung der nivellierten Mittelstandsgesellschaft in Richtung einer Drei-Klassen-Gesellschaft sowie die Asymmetrien des kognitiven Kapitalismus. Im vierten und fünfte Aufsatz wird die Enttäuschungsspirale thematisiert, die sich für die Individuen aus Selbstvermarktung und Selbstverwirklichung ergibt, sowie die Form und Problematik des apertistischen Liberalismus als Paradigma spätmoderner Politik. Als Gegenmodell dazu skizziert Reckwitz die Idee eines einbettenden Liberalismus, womit er begrifflich und inhaltlich an Karl Polanyi anknüpft. Darin werde die entfesselte ökonomische, kulturelle und politische Dynamik im Zentrum, anschaulich durch eine kreisförmig drumherum angelegte Einbettung in soziale und kollektive Regeln, eingehegt.

### Verlust
In seinem 2024 publizierten Buch „Verlust. Ein Grundproblem der Moderne“ macht Reckwitz im Kern der modernen Gesellschaft einen Widerspruch zwischen Fortschrittsversprechen und Verlusterfahrungen aus. Die westliche Moderne werde von einem Imperativ endloser gesellschaftlicher Verbesserungen in der Zukunft angetrieben, was jedoch bedeute, dass es für reale Verlusterfahrungen von Individuen und Gruppen keine sinnhafte Verarbeitung gebe. Reckwitz spricht von einer Verlustparadoxie: Die Moderne will Verluste reduzieren, tatsächlich bringt sie jedoch immer auch neue hervor (durch beschleunigten sozialen Wandel, staatliche Gewalt, Erwartungsexpansion etc.). Die klassische Moderne konnte den Widerspruch dadurch einhegen, dass Verlusterfahrungen sich durch erfolgreichen Fortschritt relativieren ließen oder dass sie gesellschaftlich unsichtbar gemacht wurden (z. B. Beschämung von Opfern). In der Spätmoderne scheint dieses prekäre Gleichgewicht gestört: Die gesellschaftliche Fortschrittserwartung büßt an Glaubwürdigkeit ein, Erschöpfungsverluste wie der Klimawandel setzen ein und Anerkennungskämpfe um Opfer und Verluste werden zentral. Das Buch endet mit dem Ausblick einer zufolge Reckwitz notwendigen ‚Reparatur‘ der Moderne, in deren Folge sie sich offensiver den Verlusten stellt (Stichworte Resilienz, Trauerkultur, Schutz des Fortschrittserbes).

## Auszeichnungen und Preise
Andreas Reckwitz' Buch Die Gesellschaft der Singularitäten. Zum Strukturwandel der Moderne wurde im November 2017 mit dem Bayerischen Buchpreis ausgezeichnet und von einer Jury aus 30 Kritikern auf den Spitzenplatz der neu geschaffenen gemeinsamen monatlichen Sachbuchbestenliste von Deutschlandfunk Kultur, ZDF und Die Zeit gewählt. 2018 war das Buch auch für den Sachbuchpreis der Leipziger Buchmesse nominiert. Sein Buch „Die Erfindung der Kreativität“ wurde 2014 und „Die Gesellschaft der Singularitäten“ wurde 2018 mit dem Preis „Geisteswissenschaften international“ des Börsenvereins des Deutschen Buchhandels ausgezeichnet.
2018 erhielt Reckwitz eine Einladung als Thomas-Mann-Fellow im Thomas-Mann-Haus in Los Angeles. Das Fellowship wird vom Auswärtigen Amt und von der Beauftragten der Bundesregierung für Kultur und Medien ausgelobt. Es fand 2022 statt.
2019 wurde Reckwitz mit dem Gottfried Wilhelm Leibniz-Preis ausgezeichnet, der mit 2,5 Millionen Euro dotiert ist. In ihrer Begründung für den Preis charakterisiert die Deutsche Forschungsgemeinschaft Reckwitz als „eine(n) der führenden und originellsten Gesellschaftsdiagnostiker der Gegenwart ... (der) ebenso umfassende wie detailreiche Analysen des Strukturwandels moderner westlicher Gesellschaften vor(gelegt hat).“ In seiner Laudatio stellte DFG-Präsident Peter Strohschneider fest: „Kaum jemand dürfte (die komplexen Strukturwandlungen moderner westlicher Gesellschaften) profunder analysiert haben als der Kultursoziologe und Gesellschaftstheoretiker Andreas Reckwitz. ... Seit zwei Jahrzehnten besticht und bereichert (er) Fachwelt und Öffentlichkeit durch eine Reihe einflussreicher Studien, die weit über die Soziologie hinauswirken und viele Forschungsdiskurse in den Kultur- und Geschichtswissenschaften ebenso mitprägen wie diejenigen von Ästhetik und Kunstwissenschaft.“
Im Dezember 2019 wurde Reckwitz' Buch Das Ende der Illusionen auf den ersten Platz der Sachbücher des Monats von WDR 5, ORF 1, Neue Zürcher Zeitung und Die Welt gewählt.
2021 wurde er mit der Akademiemedaille der Heidelberger Akademie der Wissenschaften ausgezeichnet.
Im November 2024 wurde Reckwitz' Buch Verlust. Ein Grundproblem der Moderne auf Platz 1 der Bestenliste Sachbücher der Monats gewählt. Ebenfalls im November 2024 wählte die „Welt am Sonntag“ Andreas Reckwitz unter die „wichtigsten Soziologen Deutschlands“. Für Verlust wurde er 2025 mit dem Sachbuchpreis Das politische Buch der Friedrich-Ebert-Stiftung ausgezeichnet.

## Schriften

### Monografien
Chronologisch aufsteigend:
- Struktur. Zur sozialwissenschaftlichen Analyse von Regeln und Regelmäßigkeiten. Westdeutscher Verlag, Opladen/Wiesbaden 1997, ISBN 3-531-13000-5.
- Die Transformation der Kulturtheorien. Zur Entwicklung eines Theorieprogramms. Velbrück Wissenschaft, Weilerswist 2000, ISBN 3-934730-15-9.
- Das hybride Subjekt. Eine Theorie der Subjektkulturen von der bürgerlichen Moderne zur Postmoderne. Velbrück Wissenschaft, Weilerswist 2006, ISBN 3-938808-07-1, (zugleich Habilitationsschrift, eingereicht bei der Universität Hamburg 2005; überarbeitete Neuauflage Suhrkamp Berlin 2020, ISBN 978-3-518-29894-7)
- Subjekt. transcript, Bielefeld 2008, ISBN 978-3-89942-570-3.
- Unscharfe Grenzen. Perspektiven der Kultursoziologie. transcript, Bielefeld 2008, ISBN 978-3-89942-917-6.
- Die Erfindung der Kreativität. Zum Prozess gesellschaftlicher Ästhetisierung. Suhrkamp, Berlin 2012, ISBN 978-3-518-29595-3 (englische Übersetzung: The Invention of Creativity. Modern Society and the Culture of the New. Polity, Cambridge 2017, ISBN 978-0-7456-9703-1; chinesische Übersetzung bei Shanghai People's Publishing House, Shanghai; französische Übersetzung bei Presses du réel, Dijon; spanische Übersetzung bei Catarata, Madrid; italienische Übersetzung bei Quodlibet, Macerata; polnische Übersetzung bei Narodowe Centrum Kultury, Warschau; koreanische Übersetzung bei Saemulgyul, Seoul; dänische Übersetzung bei Reitzels, Kopenhagen).[27]
- Kreativität und soziale Praxis. Studien zur Sozial- und Gesellschaftstheorie. transcript, Bielefeld 2016, ISBN 978-3-8376-3345-0, (gesammelte Aufsätze).
- Die Gesellschaft der Singularitäten. Zum Strukturwandel der Moderne. Suhrkamp, Berlin 2017, ISBN 978-3-518-58706-5, (englische Übersetzung bei Polity, Cambridge; spanische Übersetzung bei Katz, Buenos Aires; chinesische Übersetzung bei Social Sciences Academic Press, Peking; französische Übersetzung bei Maison des Sciences de l’Homme, Paris; japanische Übersetzung bei Iwanami Shoten, Tokio; italienische Übersetzung bei Meltemi, Mailand; portugiesische Übersetzung bei ContraCorrente, Sao Paulo; russische Übersetzung bei Directmedia, Moskau; arabische Übersetzung bei Sefsafa, Gizeh; koreanische Übersetzung bei Saemulgyul, Seoul; taiwanesische Übersetzung bei Business Weekly Publishing, Taipeh; dänische Übersetzung bei Reitzels, Kopenhagen; tschechische Übersetzung bei Nakladatelstvi Filosofia, Prag; bulgarische Übersetzung bei KX - Critique and Humanism, Sofia; ungarische Übersetzung bei Gondolat, Budapest; slowenische Übersetzung bei Krtina, Ljubljana)[28]
- Das Ende der Illusionen. Politik, Ökonomie und Kultur in der Spätmoderne. Suhrkamp, Berlin 2019, ISBN 978-3-518-12735-3, (englische Übersetzung bei Polity, Cambridge; spanische Übersetzung bei Nola, Madrid; chinesische Übersetzung bei Social Sciences Academic Press, Peking; französische Übersetzung bei Maison des Sciences de l’Homme, Paris; japanische Übersetzung bei Jimbun Shoin, Kyoto; koreanische Übersetzung bei Saemulgyul, Seoul; kroatische Übersetzung bei TIM Press, Zagreb; dänische Übersetzung bei Reitzels, Kopenhagen; norwegische Übersetzung bei Cappelen Damm, Oslo; griechische Übersetzung bei Alexandria, Athen; türkische Übersetzung bei Kültür Yayinlari, Istanbul)[29]
- mit Hartmut Rosa: Spätmoderne in der Krise. Was leistet die Gesellschaftstheorie?. Suhrkamp, Berlin 2021, ISBN 978-3-518-58775-1 (englische Übersetzung bei Polity, Cambridge; spanische Übersetzung bei NED Ediciones, Barcelona; chinesische Übersetzung bei Shanghai People’s Publishing House, Shanghai; französische Übersetzung bei Maison des Sciences de l’Homme, Paris; koreanische Übersetzung bei Saemulgyul, Seoul; dänische Übersetzung bei Reitzels, Kopenhagen; taiwanesische Übersetzung bei Wu-Nan, Taipeh; griechische Übersetzung bei Propobos, Athen)[30]
- Verlust. Ein Grundproblem der Moderne. Suhrkamp, Berlin 2024, ISBN 978-3-518-58822-2. (englische Übersetzung bei Polity, Cambridge; chinesische Übersetzung bei Shanghai People's Publishing Press, Shanghai; italienische Übersetzung bei LUISS, Rom; koreanische Übersetzung bei Saemulguyl, Seoul; niederländische Übersetzung bei Boom, Amsterdam; schwedische Übersetzung bei Daidalos, Göteborg; dänische Übersetzung bei Reitzels, Kopenhagen; ungarische Übersetzung bei Gondolat, Budapest)[31]

### Herausgeberschaften
- mit Holger Sievert: Interpretation, Konstruktion, Kultur. Ein Paradigmenwechsel in den Sozialwissenschaften. Westdeutscher Verlag, Opladen/Wiesbaden 1999, ISBN 3-531-13309-8.
- mit Thorsten Bonacker: Kulturen der Moderne. Soziologische Perspektiven der Gegenwart. Campus Verlag, Frankfurt am Main / New York 2007, ISBN 978-3-593-38354-5.
- mit Stephan Moebius: Poststrukturalistische Sozialwissenschaften. Suhrkamp, Frankfurt am Main 2008, ISBN 978-3-518-29469-7.
- mit Sophia Prinz und Hilmar Schäfer: Ästhetik und Gesellschaft. Suhrkamp, Berlin 2015, ISBN 978-3-518-29718-6.